# Tjudiw
Tjudiw (ukrainisch Тюдів; russisch Тюдов Tjudow, polnisch Tudiów) ist ein Dorf im Osten der ukrainischen Oblast Iwano-Frankiwsk am linken Ufer des Tscheremosch, der hier die Grenze zur Oblast Tscherniwzi bildet. Die Ortschaft besitzt etwa 2000 Einwohner (2001) und eine Fläche von 26,55 km².

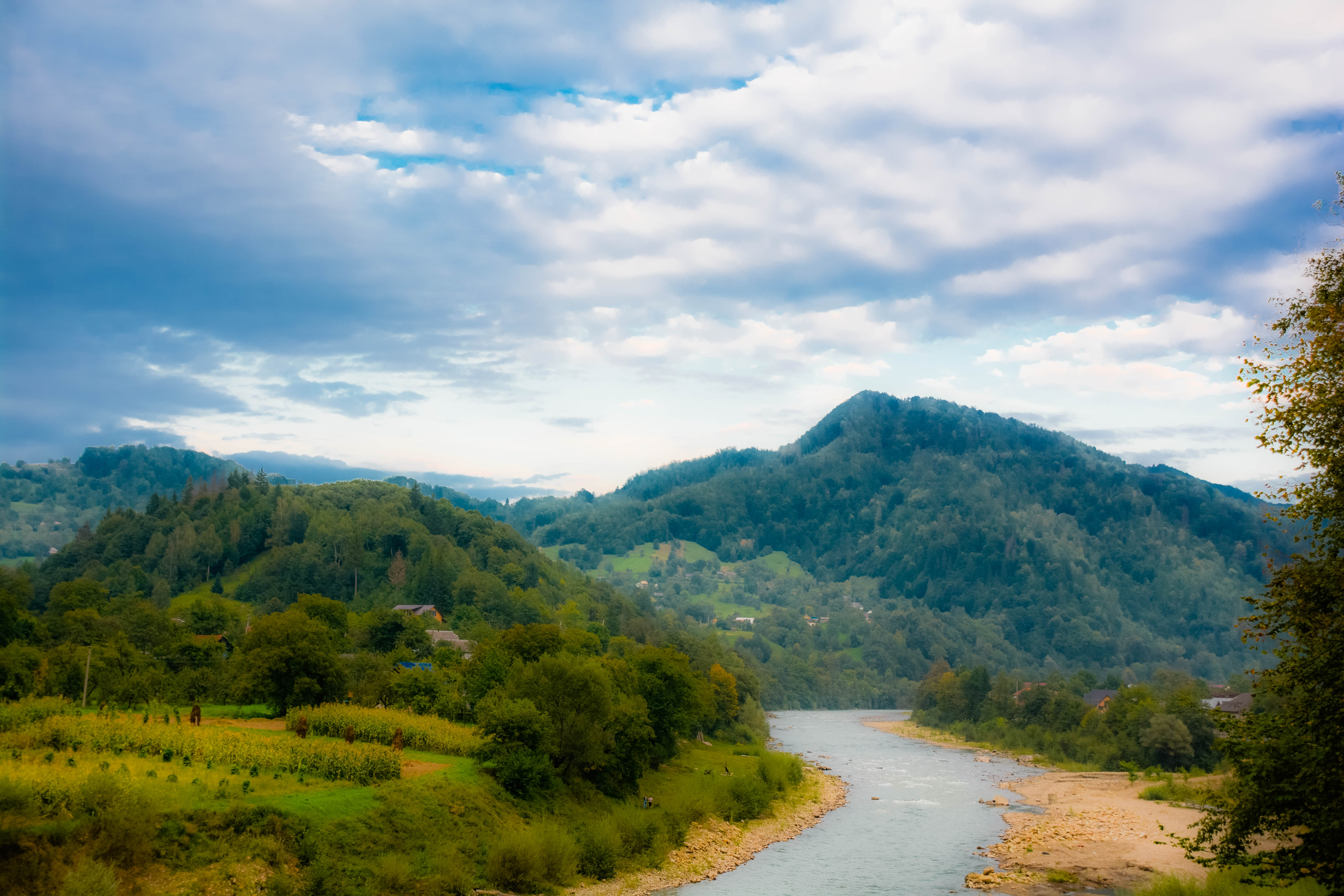
Das Dorf Tjudiw

Ein Kennzeichen des Dorfes ist das Vorhandensein einer großen Anzahl von mehr als hundert Jahre alten, in traditionellem Hutsul-Stil erbauten Hütten. In der Umgebung des Dorfes liegen Mischwälder und auf dem Gebiet des Dorfes befindet sich an den Hängen des Sokil-Berges (Сокільський хребет, 873 m) ein Skigebiet mit einem 300 Meter langen Skilift.
Die derzeit vorhandenen Skipisten haben Längen zwischen 400 m und 800 m, eine weitere von 1500 m Länge ist geplant.

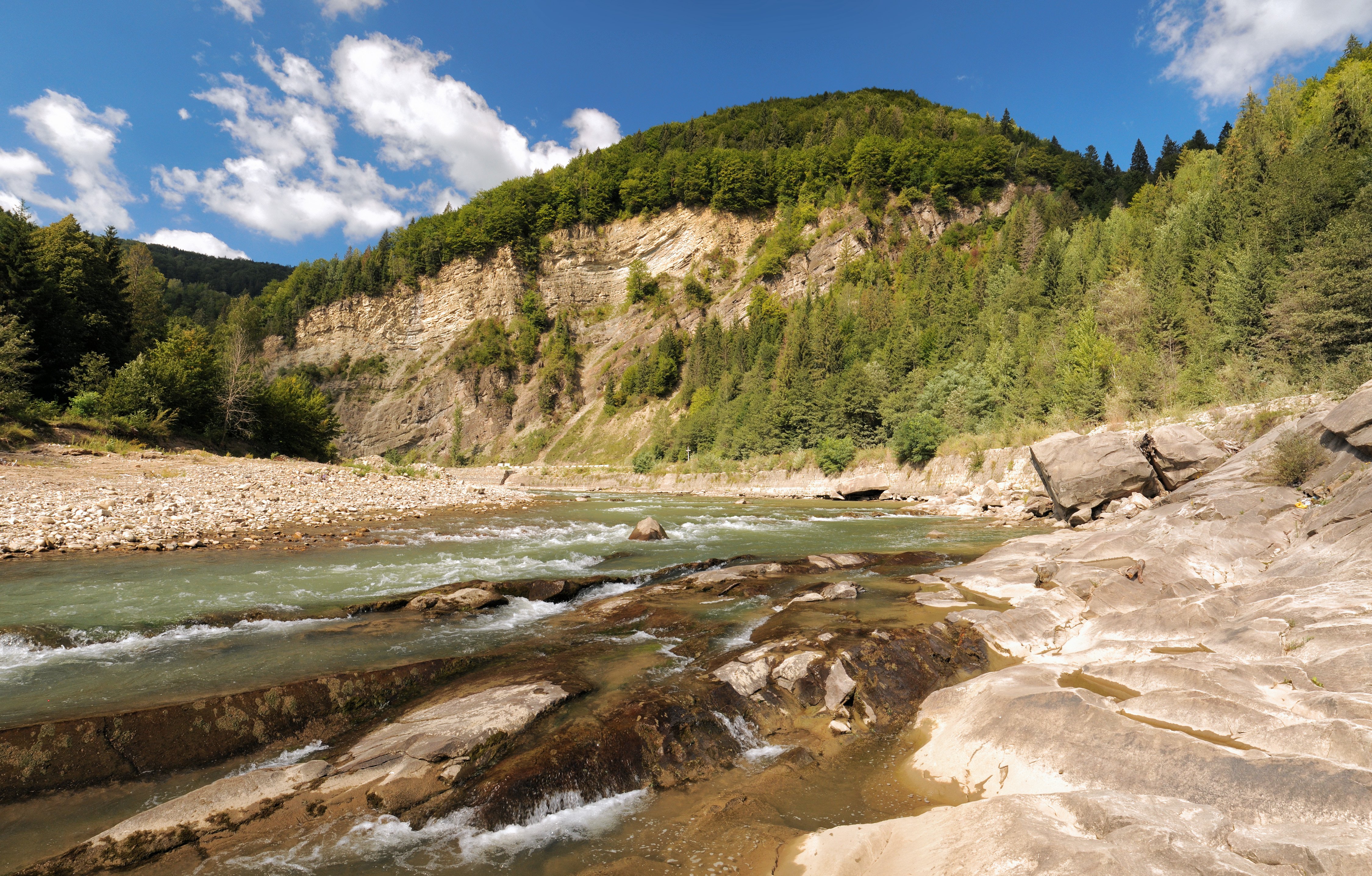
Der Sokil-Felsen am Ufer des Tscheremosch

Außerdem verfügt das Dorf mit dem Sokil-Felsen (Сокільська скеля) am Ufer des Tscheremosch über ein geologisches Naturdenkmal. Die durch Erosion gebildete Felswand hat eine Länge von 250 Metern und eine Höhe von etwa 100 Metern. Der Felsen besitzt ein Alter von etwa 25 Millionen Jahren.
Zum Ende des 19. Jahrhunderts wurde in der Nähe des südlichen Teils der Klippe ein Denkmal in Form eines Obelisken zu Ehren von Taras Schewtschenko durch die Einheimischen errichtet. Einige Historiker haben die Annahme, dass es 1898 erbaut worden sei, da es Bohdan Lepkyj 1900 erstmals in dem Artikel „На Сокільськім“ beschrieb. Das in den 1930er Jahren, entweder auf Befehl der polnischen Regierung oder durch einen Steinblock vom Sokil-Felsen zerstörte und 1990 für 80.000 Rubel restaurierte Denkmal war das erste Denkmal für Schewtschenko in der Hutsul-Region und im Westen der Ukraine.

## Geografische Lage
Das Dorf liegt innerhalb des Nationalen Naturparks „Huzulschtschyna“ (Національного природного парку «Гуцульщина») auf einer Höhe von 358 m am linken Ufer des Bilyj Tscheremosch, der die Grenze zwischen der historischen Landschaft Pokutien, dem südöstlichen Zipfel von Galizien, und der am rechten Ufer angrenzenden Region Bukowina bildet. In der Umgebung vom Dorf liegt der 873 m hohe Sokilskyj chrebet und der 879 m hohe Chomynskyj chrebet (Хоминський хребет).
Das Dorf befindet sich etwa 10 km südlich vom Rajonzentrum Kossiw und etwa 125 km südlich vom Oblastzentrum Iwano-Frankiwsk. Im Norden grenzt die Ortschaft an die Siedlung städtischen Typs Kuty.
Durch das Dorf verläuft die Regionalstraße P–62.
Am 12. Juni 2020 wurde das Dorf ein Teil der neu gegründeten Siedlungsgemeinde Kuty im Rajon Kossiw, bis dahin bildete es die gleichnamige Landratsgemeinde Tjudiw (Тюдівська сільська рада/Tjudiwska silska rada) im Osten des Rajons.

## Geschichte
Das erstmals 1560 schriftlich erwähnte Dorf (eine weitere Quelle nennt 1593 als Gründungsjahr) lag zunächst im Königreich Polen und kam im Rahmen der ersten Teilung Polens 1772 an das Kronland Königreich Galizien und Lodomerien des österreichischen Haus Habsburg und wurde 1804 Bestandteil des Kaisertums Österreich. Nach dem Österreichisch-Ungarischen Ausgleich lag das Dorf ab 1867 im Bezirk Kosów Österreich-Ungarns. Nach dem Ersten Weltkrieg und dem Zerfall Österreich-Ungarns kam die Ortschaft zunächst an die Westukrainische Volksrepublik, wurde jedoch nach dem folgenden Polnisch-Ukrainischen und Polnisch-Sowjetischen Krieg Bestandteil der Woiwodschaft Stanisławów innerhalb der Zweiten Polnischen Republik. Im September 1939 wurde die Ortschaft, wie ganz Ostpolen, gemäß dem Geheimen Zusatzprotokoll des Hitler-Stalin-Pakts zwischen der Sowjetunion und Deutschland, von der Sowjetunion besetzt. Nach dem deutschen Überfall auf die Sowjetunion war die Ortschaft während des Deutsch-Sowjetischen Krieges von Deutschland okkupiert und in den Distrikt Galizien des Generalgouvernements eingegliedert. Nach dem Zweiten Weltkrieg kam das Dorf erneut an die Sowjetunion, die es der Ukrainischen SSR anschloss. Mit dem Zerfall der Sowjetunion 1991 wurde das Dorf schließlich Teil der unabhängigen Ukraine. 2001 fand im Dorf das erste Internationale Schewtschenko-Festival statt.